# 台湾鉄路管理局DR2800型気動車
台湾鉄路管理局DR2800型気動車（たいわんてつろかんりきょくDR2800がたきどうしゃ）は、かつて台湾鉄路管理局（台鉄）で運行されていた気動車である。
北廻線の開通、宜蘭線複線化と花東線の改軌工事完成に合わせて、台鉄が輸入したディーゼルカーであり、日本の東急車輛製造で製造され、非電化区間の東部幹線にて最優等列車である「自強号」に運用されている。

## 登場の経緯
台湾鉄路管理局では、台東線と接続させるために、1980年代に北迴線を延伸開業させるなどして、東部幹線として整備を進めていたが、西部幹線には電車による「自強号」が運行されていたのに対し、東部幹線の優等列車としては、ディーゼル機関車が牽引する客車列車「莒光号」や、1966年に東急車輛で製造されたDR2700型による「柴対快」を運行していた。
「莒光号」は、空調付きで車内設備は優れているものの、客車列車で速度は遅く、一方「柴対快」（のち柴快車）は、速いが非冷房であり、西部幹線と比較すると、接客設備は見劣りするものであった。
一方、東部幹線のうち、軌間が762mmであった台東線については、軌間を1,067mmへ改軌するなどの工事を行っており、1982年（民国71年）7月までに完了した。この改良を機に、東部幹線に「自強号」を運行する計画が立てられ、DR2700型の使用実績を基に、登場したのが本形式である。

## 車両概要
DR2800型は、両端に動力車であるDR2800型の間に電源用発電機を装備した付随車であるDR2850型を連結した3両編成を1ユニットとし、最大で5ユニットを連結した15両で運行される。

### 車体

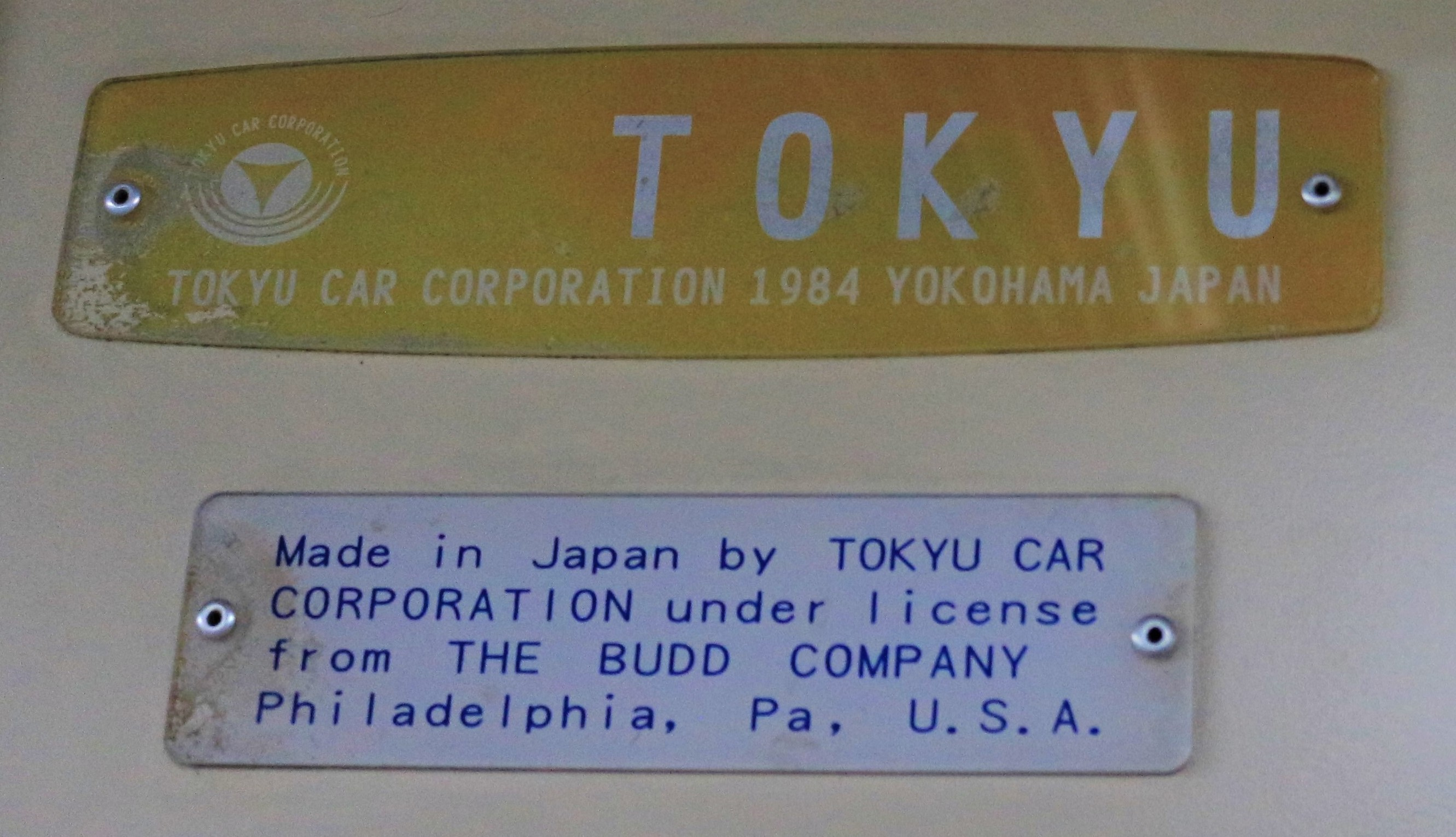
東急車輛製造の製造銘板とバッド社のライセンスプレート

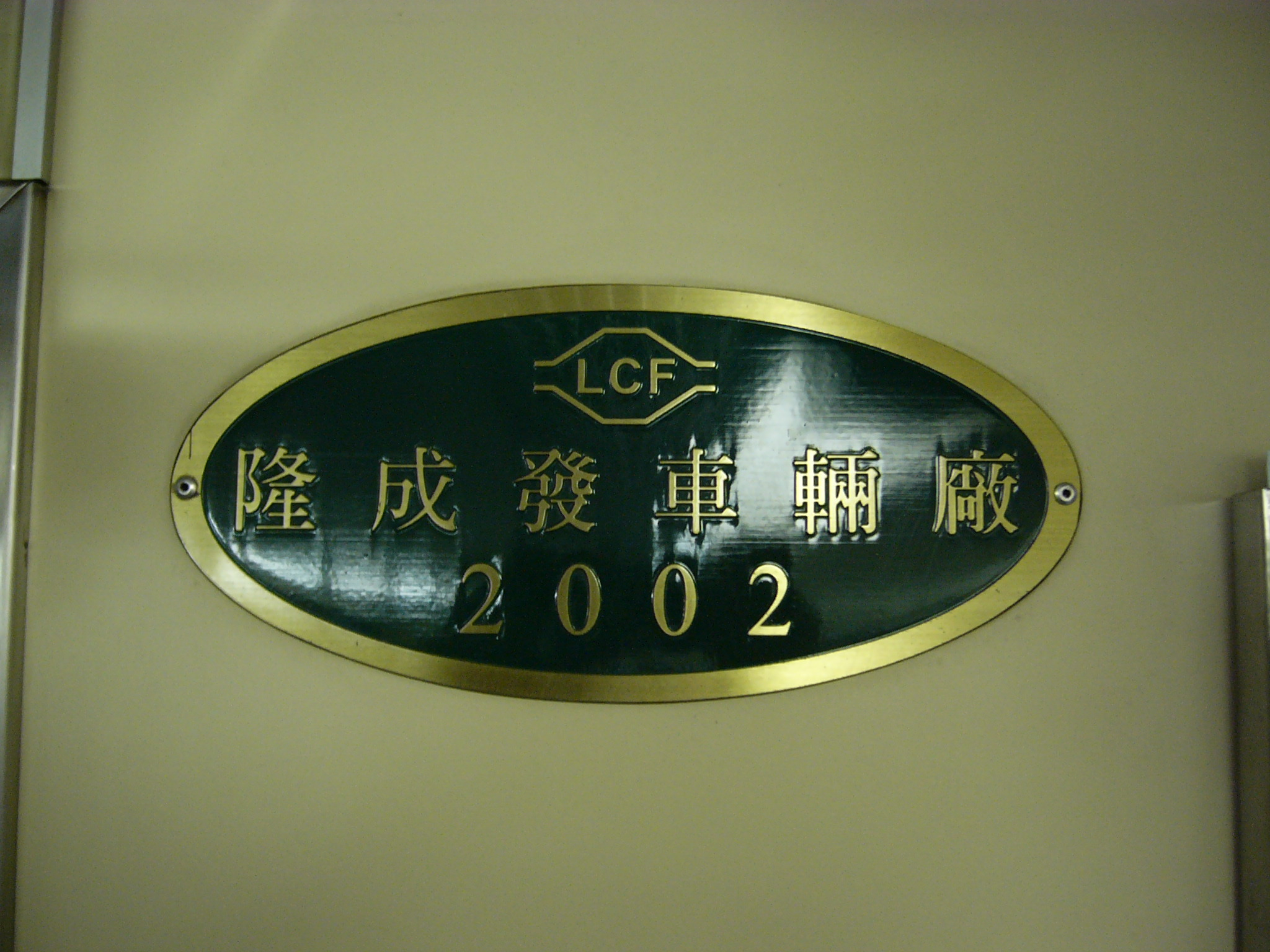
隆成発鉄工廠の銘板

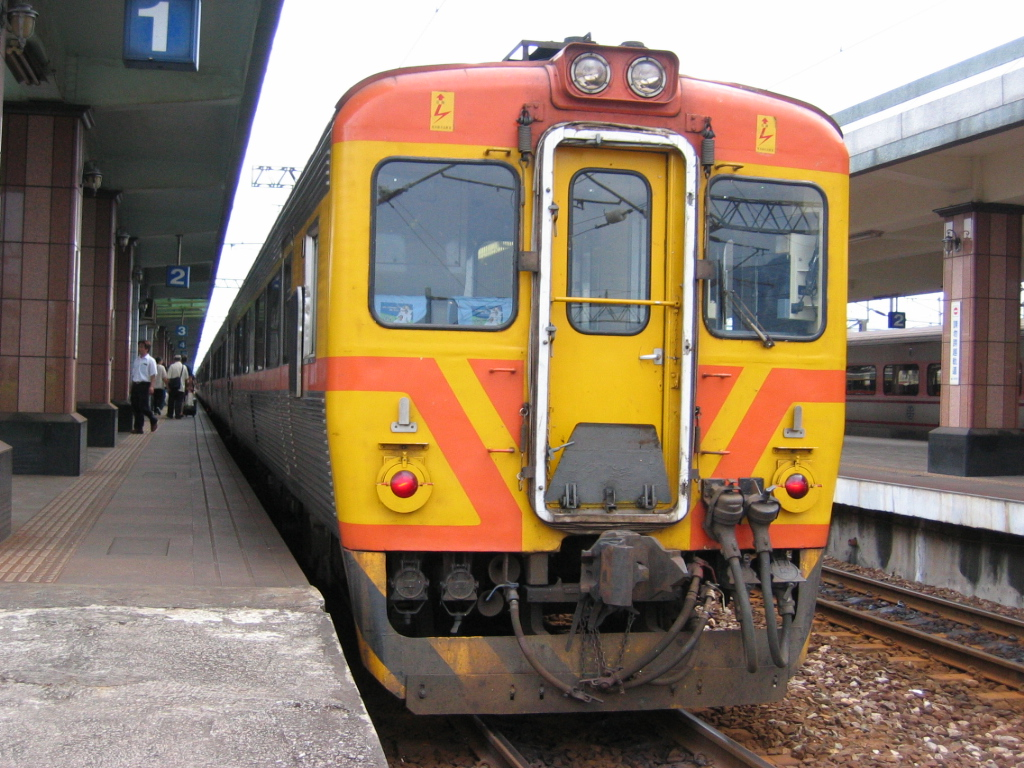
警戒色を纏った正面部分

湿度の高い台湾の気候でも腐食しないように、車体はステンレス製としたが、前面は遠方からの識別を容易にするために警戒色塗装とし、この塗装を車両側面の窓の上下に回りこませることでアクセントとした。前照灯は旋回式で、列車運行中は常に点灯させることとした。
客用扉は片側1箇所で、手動式の折戸としている。
運行開始当初はタブレット閉塞の区間が残っていたため、運転室のタブレットバンパーとして緩衝材を取り付けた。

### 客室
DR2800型では、電車「自強号」と同等かそれ以上の接客設備とすることとした。
座席は回転式リクライニングシートを採用、座席のモケットは3色を使い分けている。客室内に立ち上がるラジエーターの配管とエンジンの排気管の箇所については、これらのカバーを兼ねて「月洞門」と称する円形の仕切りを設けた。なお、腐食防止のため、内装部品にもステンレスが多用されている。
営業運行ではスチュワーデスが乗務するため、各車両にはスチュワーデスの控え室が設けられているほか、各車両に給茶機が設置された。
空調装置は客室内に機器室を設け、その中に台湾製の床置き型空調装置を設置した。

### 主要機器

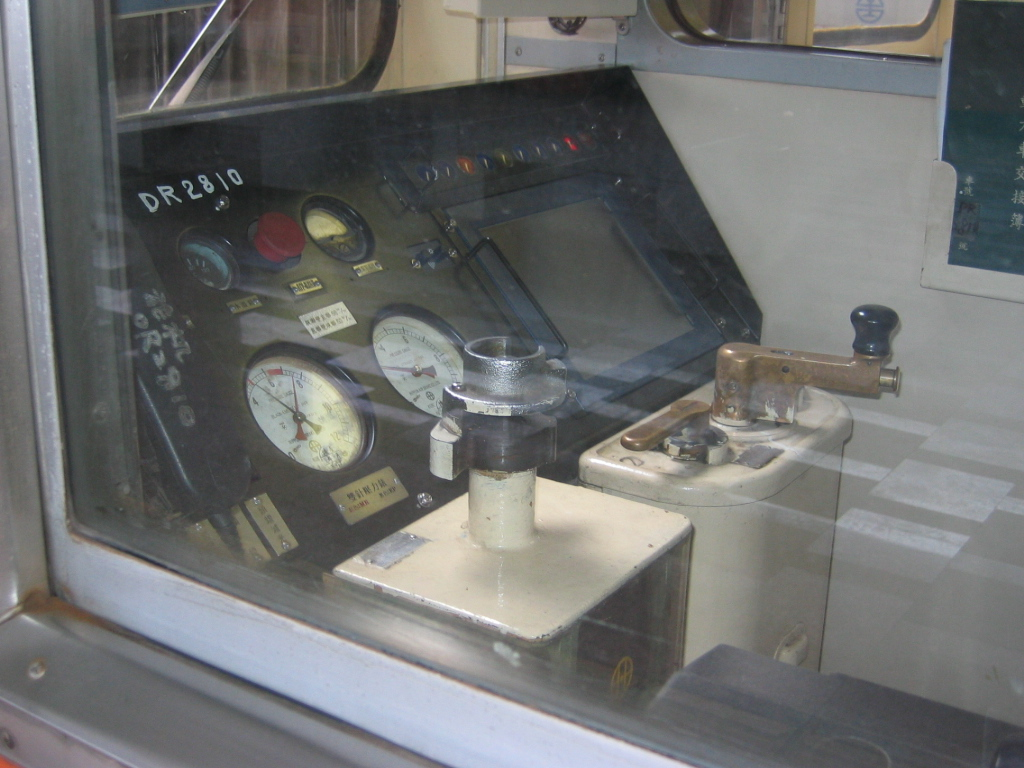
運転台

エンジンは、走行用・発電用ともカミンズ製NT855Rの水平型（出力355HP・回転数2,100rpm）を採用し、各車両に1基ずつ搭載した。車両で使用する電力は、すべてDR2850型の発電用エンジンによって駆動する発電機によって供給される。供給する電源は、空調用の3相交流440V、蛍光灯・換気扇などに使用される交流100V・制御電源や蓄電池には直流24Vで、6両分の給電能力を有する。
エンジン冷却用のラジエーターは屋根上に設けられた。冷却ファンは油圧モーターによって駆動し、冷却水の温度によって回転数が自動的に制御される。
台車は東急車輛製造の車体直結式空気ばね台車であるTS124形で、基礎ブレーキ装置は両抱え式（クラスプ式）である。なお、本形式は台鉄のディーゼルカーで初の空気ばね式台車を採用した車両でもある。

## 運用
DR2800型は全車両が花蓮機務段に配置され、1982年（民国71年）6月1日より台北駅 - 花蓮駅間の「自強号」において運行が開始された。
それまで台北と花蓮を結ぶ列車は「対号特快」がこの区間をノンストップで結んでおり、6月1日から「自強号」に格上げとなり、所要時間3時間15分で結んだ。同年9月30日よりにはスピードアップを主体としたダイヤ改正が行われ、「自強号」の運転区間は台東駅まで延長され、台北と台東を6時間13分で結んだ。これにより、台北と台東は鉄道による日帰りが可能となった。また、台北と花蓮の間では5駅に停車するようになったが、所要時間は変わらなかった。
DR2800型はそれまでの車両と比較しても高性能で、加速性能が優れているためしばしば交換可能駅で早着となり、運転停車することも多かったという。
最初に10編成が輸入されたが需要に応じきれず、1984年（民国73年）に更に5編成を購入、計15編成45両となった。
現在も依然として東線自強号の主力として運用されているが、車両の陳腐化が進む前に隆成発鉄工廠にて一連の更新工事を受け、DR3100型と同等の発動機に換装されている。
2023年（民国112年）4月25日 定期運用終了。